# Kurt May
Kurt Franz May (* 25. April 1892 in Heilbronn; † 23. Februar 1959 in Frankfurt am Main) war ein deutscher Germanist und Literaturwissenschaftler, der an den Universitäten Göttingen und Frankfurt am Main lehrte.

## Leben
Der Offizierssohn May besuchte 1901–10 das Protestantische Gymnasium in Straßburg. Er studierte Germanistik, Geschichte und Kunstgeschichte an den Universitäten Straßburg (1910) und München (ab 1911). Seine bei Rudolf Unger begonnene Dissertation über Klopstocks Ästhetik stellte er nicht fertig, sondern meldete sich 1914 als Freiwilliger für den Ersten Weltkrieg. Aufgrund einer Krankheit wurde er 1916 entlassen und arbeitete bis 1919 als Hilfslehrer für Deutsch, Erdkunde, Französisch, Geschichte und Latein am Reformrealgymnasium in Stuttgart. Nach Kriegsende setzte er sein Studium bei Unger in Halle (Saale) fort, 1920 wechselte er zu Julius Petersen nach Berlin. Bei Petersen und Gustav Roethe promovierte er 1923 mit einer Arbeit über „Lessings und Herders kunsttheoretische Gedanken in ihrem Zusammenhang“. Bereits ab 1921 bearbeitete er im  „Jahresbericht über die wissenschaftlichen Erscheinungen auf dem Gebiete der neueren deutschen Literatur“ die Abschnitte „Neuere Literaturgeschichte“ (bis 1927) und „Vorklassische Zeit und Lessing“ (bis 1929). 1925 erfolgte die Habilitation an der Universität Erlangen bei Franz Saran über „Das Weltbild in Gellerts Dichtung“.
Anschließend lehrte er als Privatdozent für deutsche Sprache und Literatur, zunächst in Erlangen und ab 1928 in Göttingen, wo er seinen einstigen Lehrer Rudolf Unger vertrat. May wird als zurückhaltend und wenig ehrgeizig charakterisiert, weshalb sich seine akademische Karriere nur zögerlich entwickelte. 1933 wurde er nichtbeamteter außerordentlicher Professor in Göttingen. Im November gleichen Jahres unterzeichnete er das Bekenntnis der Professoren an den deutschen Universitäten und Hochschulen zu Adolf Hitler. Am 8. Juni 1937 beantragte May die Aufnahme in die NSDAP und wurde rückwirkend zum 1. Mai desselben Jahres aufgenommen (Mitgliedsnummer 5.075.489). 1938 schloss er sich der SA an. Im Jahr darauf wurde er als außerplanmäßiger Professor verbeamtet. 1940/41 vertrat er eine Professur in Marburg, 1943/44 an der Reichsuniversität Prag. Im September 1944 wurde er als Unteroffizier der Infanterie zum Wehrdienst eingezogen.

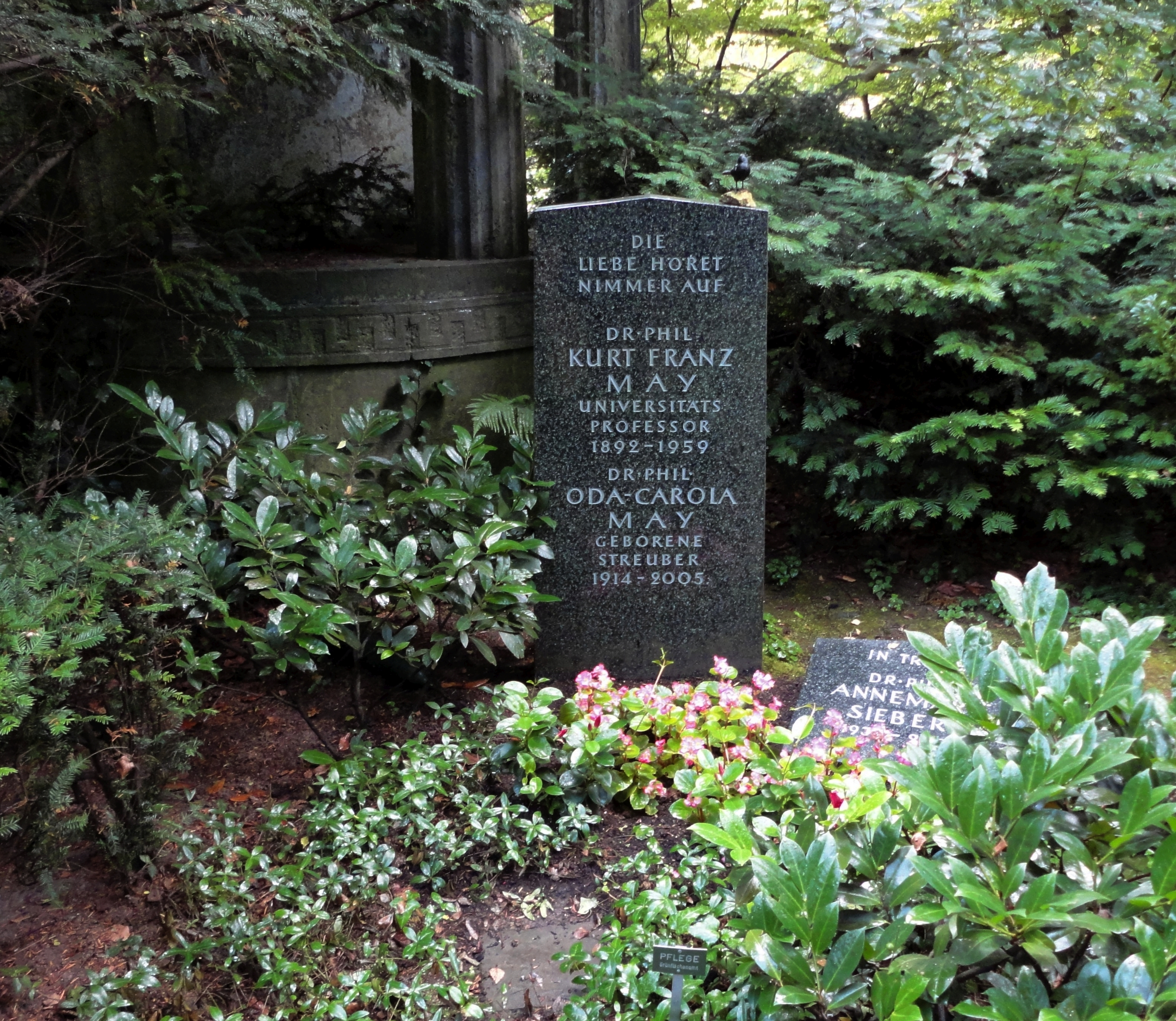
Göttingen, Stadtfriedhof: Grab von Professor Kurt May

Nach 1945 blieb er außerplanmäßiger Professor in Göttingen, wo er den Lehrstuhl für neuere deutsche Literaturgeschichte von Hermann Pongs vertrat.  Er heiratete 1948 die promovierte Germanistin Oda Carola Steuber (1914–2005). Als kommissarischer Nachfolger von Franz Schultz wechselte er 1951 auf den Lehrstuhl für neuere Philologie in Frankfurt am Main. 1952 wurde er als ordentlicher Professor berufen. In Frankfurt starb er 1959 als Emeritus.
Er begründete seinen Ruf als Germanist vor allem durch Arbeiten über die deutsche Klassik, von Lessing bis zum späten Goethe. Sein Hauptwerk ist eine Analyse und Interpretation von Goethes Faust II, die 1936 erschien und 1962 postum neuaufgelegt wurde. Zu seinen bekannten Schülern gehören Walter Höllerer, Karl Markus Michel, Herbert Heckmann, Volker Klotz und Norbert Miller. Mit Höllerer begründete er 1958 die Schriftenreihe „Literatur als Kunst“.

## Publikationen (Auswahl)
- Das Weltbild in Gellerts Dichtung, 1928
- Form und Bedeutung. Interpretationen deutscher Dichtung des 18. und. 19. Jhs., Berlin 1936 (3. Auflage: Klett Stuttgart 1972, ISBN 3-12-905550-9)
- Faust II. Teil. In der Sprachform gedeutet, Berlin 1936 (zuletzt Ullstein Berlin 1986, ISBN 978-3-548-02884-2)
- Friedrich Schiller. Idee und Wirklichkeit im Drama, Göttingen 1948
- Form und Bedeutung. Interpretationen deutscher Dichtung des 18. und 19. Jahrhunderts. 1957